# Хокейна школа «Сокіл»
«Сокіл» — дитячо-юнацька спортивна школа з хокею, що є позашкільним навчальним закладом спортивного профілю, заснованим на комунальній власності територіальної громади міста Києва та підпорядкованим Департаменту молоді та спорту виконавчого органу Київської міської ради (Київської міської державної адміністрації).
Історично школа була заснована ще за радянських часів, а саме у 1982 році. В сучасній історії України відновлення школи та надання їй статусу юридичної особи стало можливо після ухвалення рішення Київською міською радою VIII сесії VIII скликання «Про створення дитячо-юнацької спортивної школи з хокею «Сокіл» від 28.02.2019 року №168/6824.
Нині директором школи є Костянтин Миколайович Сімчук. Кольори команди: білий і синій.

## Історія

### Заснування школи
01 жовтня 1982 року, на підставі рішення Укрпрофради від 14.09.1982 р, №10/100, Київською міською радою ДСТ «Зеніт», була створена спеціалізована дитячо-юнацька школа олімпійського резерву з хокею «Сокіл», базувалася у навчально-спортивному центрі «Сокіл» (з 1996 року Дитячо-юнацький центр профсоюзів міста Києва «Авангард»), по вулиці Мельникова, 46 (нині –  вулиця Юрія Іллєнка), що збудували для команди майстрів з хокею вищої ліги Чемпіонату СРСР та дитячо-юнацької спортивної школи.
Тренерами викладачами в хокейній школі стали Чибірев В.В., Ніколаєв А.О., Дулін, А.Д, Голдобін В.П., Альошин В.О. ( в недалекому минулому всі спеціалісти виступали в командах майстрів «Динамо», «Сокіл»). Також до навчально-тренувального процесу були запрошені з інших міст Соколов В.Д., Гольцев Б.М. Директором був призначений Уткін В.П., завучем – Шичков І.О.

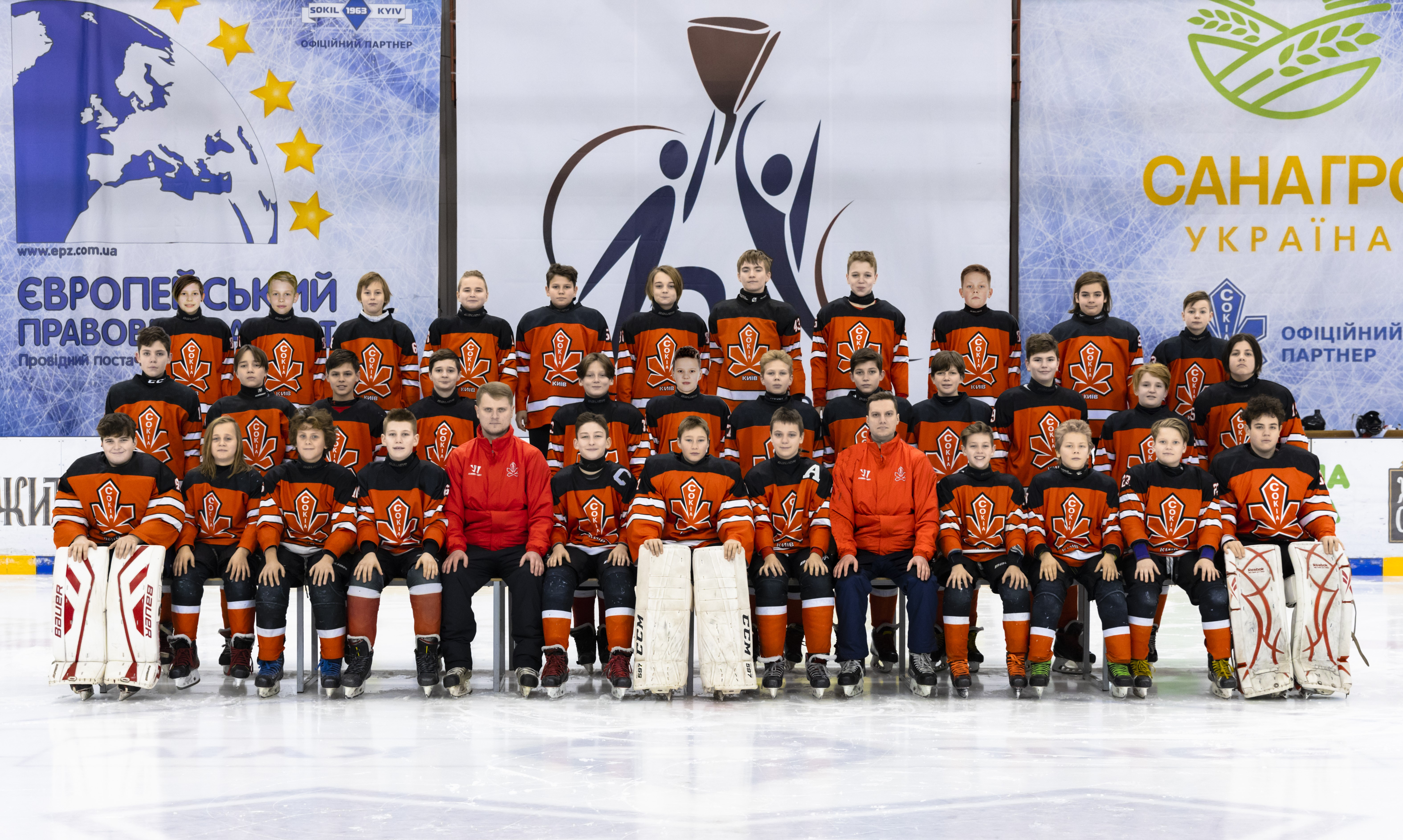
Команда ДЮСШ «Сокіл» посіла 1 місце на Всеукраїнських змаганнях, 2022 рік

У школі був створений вірний навчально-тренувальний процес. Юнацькі команди тренувалися шість разів на тиждень на льодовому майданчику та спортивному залі. Під час літніх канікул команди проводили підготовку в спортивно-оздоровчих таборах. З вихованців 1965 року народження у школі були створені спеціалізовані класи на базі середніх шкіл міста Києва. Юнаки віком 15 років брали участь у Всесоюзних змаганнях серед спеціалізованих класів у віці 16-17 років, вихованців 18-19 років – серед юніорів в першості СРСР.
Команда юнаків 1969 р.н. (Тренер Гольцев Б.), в 1986 році стала чемпіоном СРСР серед юнаків 17 років. Срібними медалями в 1984 році була нагороджена команда 1967 р.н. (головний тренер Чибірев В.), в 1990 році команда 1973 року народження (тренер Крилов Ю.), в 1991 році команда 1974 року народження (тренер Чибірев В.) Юнаки 1972 р.н. (головний тренер Голдобін В.), стали бронзовими призерами в першості СРСР в 1989 році.
Команда юніорів 1966-1967 року народження  (головний тренер Чибірев В.) завоювала срібні медалі союзної першості в 1985 році.
Команди юнаків школи виступали у змаганнях першості України, Всеукраїнських змаганнях, Спартакіадах України, міжнародних турнірах, чемпіонатах та першостях міста Києва.

### Студенти школи на Європейських чемпіонатах

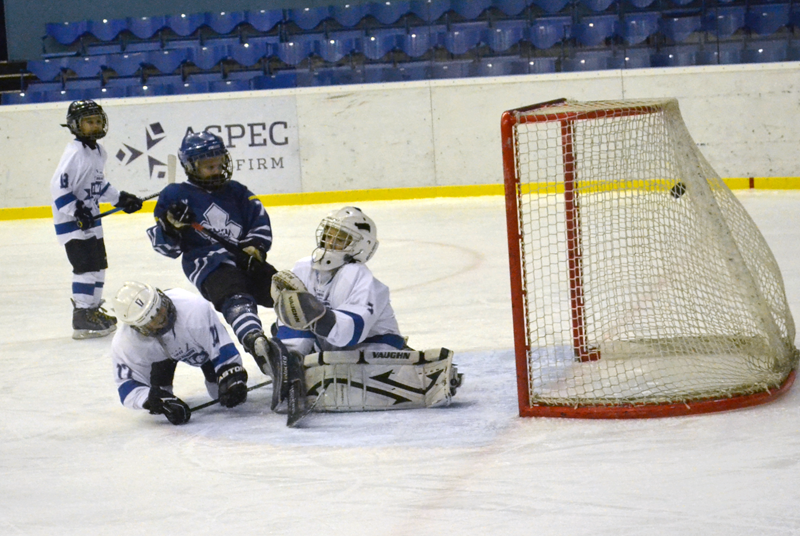
Учні ДЮСШ «Сокіл» в моменті гри

Згодом учні школи стали залучатися в юнацькі та юніорські збірні команди СРСР, на чемпіонати Європи та Світу. Так, вихованці школи С. Ткаченко, В. Тимченко і В. Олецький стали чемпіонами Європи в складі збірної СРСР в 1989 році. Також чемпіонами Європи в різні роки ставали А. Найда і О. Посмет’єв. Срібними призерами чемпіонатів Європи були Ю. Гунько, О. Житник, А. Кузьмінський, Д. Підгурський, О. Полковников, А. Савченко. Бронзові медалі чемпіонатів Європи завойовували Сидоров А., Христич Д., Годинюк О., Свінцицький І.

### Молодіжний чемпіонат світу
Переможцями молодіжного чемпіонату Світу 1989 були Христич Д., Сидоров А. та Годинюк О.
Житник О. став переможцем молодіжного чемпіонату Світу в 1992 році в складі збірної СРСР. Христич Д. – чемпіон світу (серед дорослих команд) в складі збірної СРСР. Житник О. – Олімпійський чемпіон 1992 року в складі збірної СНД у м. Альбервіль (Франція).
У травні 1991 року на підсумковій нараді участі дитячо-юнацьких спортивних шкіл у змаганнях Управління хокею Держкомспорту СРСР (нарада була проведена у місті Києві) СДЮШОР з хокею «Сокіл» визнана найкращою в СРСР (підсумки проводилися за кількістю членів юнацьких та юніорських збірних команд).
З 1992 року вихованці школи брали участь у складі юнацької, юніорської та національної збірної команди України в чемпіонатах світу та Європи.
В 2002 році 19 вихованців СДЮШОР з хокею «Сокіл» у складі збірної команди України брали участь в зимових Олімпійських іграх у місті Солт-Лейк-Сіті (США).

### Національна хокейна ліга
З 1992 року кращі вихованці школи входили до складу юнацьких і юніорських збірних команд України, які брали участь в чемпіонатах світу в групах «А», «В» і «С». Багато вихованців школи виступали в найсильнішій лізі світу – НХЛ. Вихованці школи, які грали в НХЛ: Христич Д. і Житник О., Жердєв Н., Понікаровський А., Годинюк О., Чибірев І., Федотенко Р., Бабчук А. Дворазовим володарем Кубка Стенлі (головний трофей НХЛ для команд учасників) став вихованець школи Федотенко Р. Також найпочесніший трофей НХЛ виграв Бабчук А. 
У 2003 році СДЮШОР з хокею «Сокіл» була нагороджена премією Фонду Національної хокейної ліги (найкраща хокейна ліга світу, в якій виступають кращі гравці всіх країн світу в клубах США та Канада) за досягнення в розвитку світового хокею.

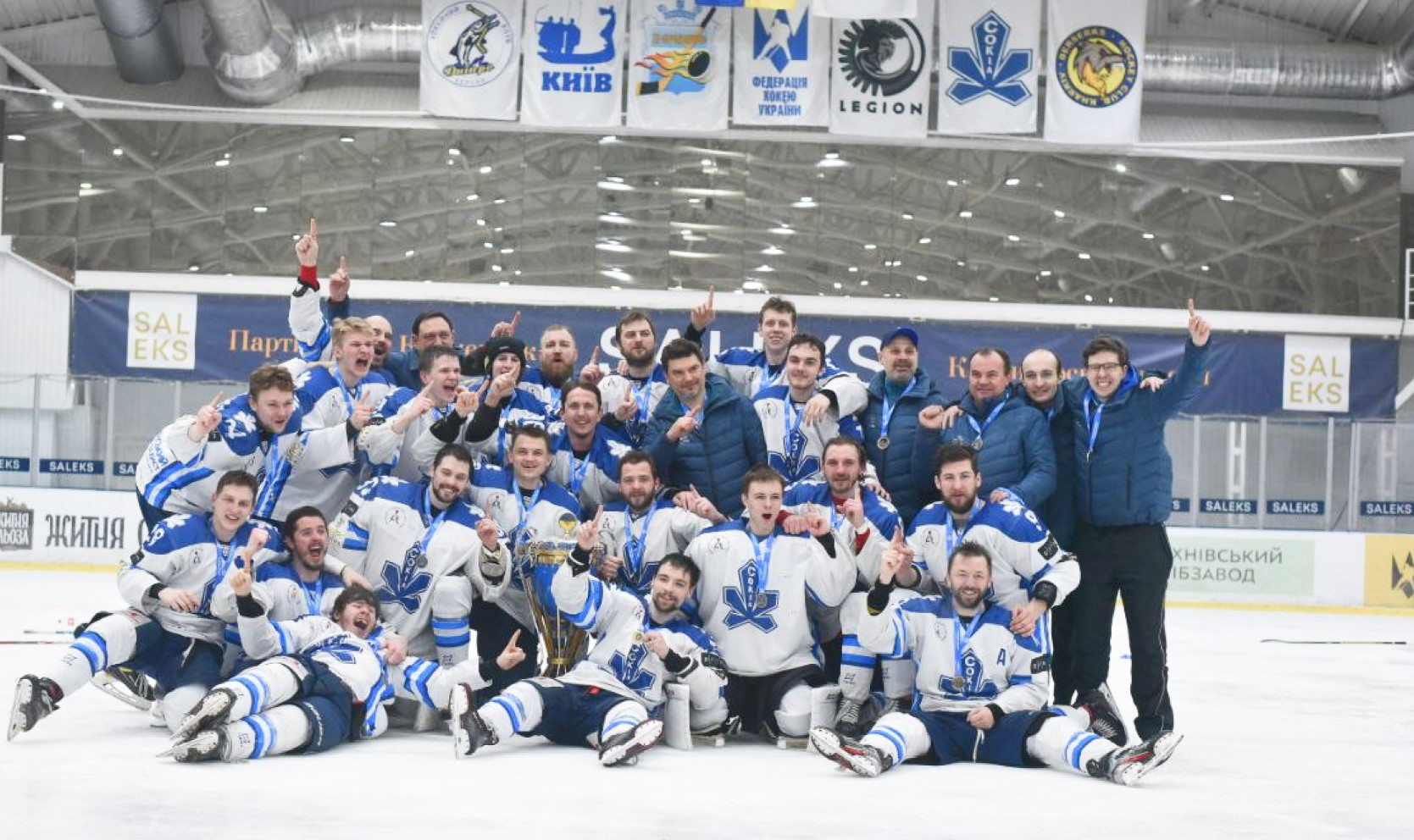
Команда Сокіл-Київ на Чемпіонаті України, 2023 рік

### Сьогодення
Відповідно до рішення Київської міської ради VIII сесії VIII скликання «Про створення дитячо-юнацької спортивної школи з хокею «Сокіл» від 28.02.2019 року №168/6824 відновлено діяльність дитячо-юнацької спортивної школи з хокею «Сокіл».
З серпня 2019 року директором школи є вихованець школи Костянтин Миколайович Сімчук, в минулому грав у складі збірної України в чемпіонатах світу вищого дивізіону світового хокею та зимових Олімпійських іграх 2002 року.
Навчально-тренувальний та ігровий процес ДЮСШ з хокею «Сокіл» проводить на базі спортивних комплексів «Льодова арена АТЕК», «Льодова арена на ВДНГ» та у приміщеннях столичного «Палацу спорту».